# Euphorbia bruntii
Euphorbia bruntii là một loài thực vật có hoa trong họ Đại kích. Loài này được (Proctor) Oudejans mô tả khoa học đầu tiên năm 1989.